# سیارک ۶۳۳۹
سیارک ۶۳۳۹ (به انگلیسی: 6339 Giliberti، نامگذاری:1993SG) شش هزار و سیصد و سی و نهمین سیارک کشف شده‌است که در ۲۰ سپتامبر ۱۹۹۳ کشف شد.
قدر مطلق سیارک برابر ۱۳٫۹۰ است.